# Eleccions territorials de Nova Caledònia de 1984
Les eleccions territorials de Nova Caledònia de 1984 es van dur a terme l'1 de juliol de 1984 per a renovar l'Assemblea Territorial de Nova Caledònia. L'antic Front Independentista havia estat substituït pel nou Front d'Alliberament Nacional Canac Socialista (FLNKS), i havia decidit boicotejar les eleccions i, per tant, no es presentà. En canvi, un altre grup independentista, Alliberament Canac Socialista, de Nidoïsh Naisseline, sí que ho va fer.

## Resultats
Resum dels resultats electorals de 1984 a l'Assemblea Territorial de Nova Caledònia
|  | Reagrupament per Caledònia en la República (RPCR) |  | 70,87 | 34 |  |  |  |
|  | Alliberament Canac Socialista (LKS)               |  | 7,32  | 6  |  |  |  |
|  | Front Nacional (FN)                               |  | 6,00  | 1  |  |  |  |
|  | Altres                                            |  | 15,7  | 1  |  |  |  |
|  | Total (participació 50,2%)                        |  | 100.0 | 42 |  |  |  |
|  |                                                   |  |       |    |  |  |  |

La victòria del Reagrupament per Caledònia en la República no fou reconeguda pel FLNKS, qui va proclamar unilateralment la República Kanaky i va iniciar una forta lluita contra les autoritats locals (període conegut com els esdeveniments) fins que es van signar els Acords de Matignon de 1988.